# Phonolithkegel

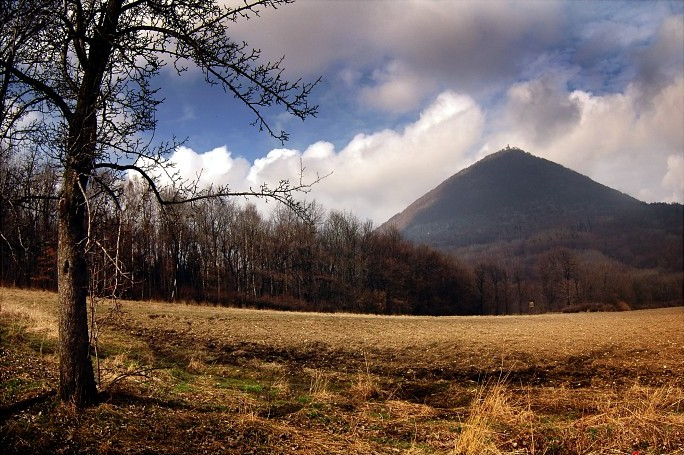
Milešovka

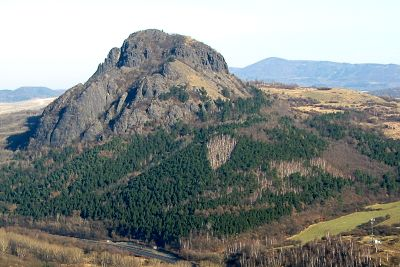
Bořeň

Ein Phonolithkegel ist ein wissenschaftshistorischer Begriff, der umgangssprachlich noch verwendet wird. Er beschreibt das durch Verwitterung freigelegte Phonolithgestein im Innern eines erloschenen Vulkans. In den Geowissenschaften wird Phonolithkegel als Fachbegriff nicht mehr verwendet.
Phonolithkegel entstanden, als Magma aus dem Erdinneren aufstieg und zu Phonolith erstarrte. Meist handelt es sich um Gestein, das am Ende der Fördertätigkeit im Schlot eines Vulkans erstarrte. Der ursprüngliche Kegelberg wurde im Laufe der Zeit durch die Abtragung der umgebenden weicheren Materialien durch Erosion zerstört, und der obere Teil des Phonolithkerns wurde auf diese Weise freigelegt.
Besonders häufig kommen Phonolithkegel in Mittelgebirgen vor, so vor allem im Böhmischen Mittelgebirge und im Lausitzer Gebirge.
In den Geowissenschaften wird heute von Kegelberg gesprochen, gegebenenfalls mit einem auf die Gesteinsart verweisenden Zusatz oder einen Hinweis auf seine vulkanische Herkunft. So wird der Begriff meist durch eine die Entstehung oder das Gestein genauer beschreibende Bezeichnung ersetzt, so etwa Quellkuppe, Stock oder Schlotfüllung. Neben Phonolith bilden auch andere vulkanische Gesteine kegel- und kuppelförmige Erhebungen, so etwa Basalt und Porphyr.